# ヨアン・ニクラエ
ヨアン・ニクラエ（ルーマニア語: Ioan Niculae、1954年7月19日 - ）は、ルーマニア出身の実業家。ルーマニアのサッカークラブ・FCアストラ・ジュルジュ代表者。

## 来歴
1995年にインターアグロ（ルーマニア語: InterAgro）を設立。
1996年からFCアストラ・ジュルジュのオーナー。
2010年、フォーブス誌の世界長者番付で第880位、ルーマニアのトップ3にランクインした。